# Martin Goldstein
Martin „Buggsy” Goldstein (n. 1905, New York City, New York, SUA – d. 12 iunie 1941, Ossining, New York, SUA) a fost membru al cunoscutului grup de asasini Murder, Inc. care opera în Brooklyn, New York în anii 1930.
Născut Meyer Goldstein, acesta a crescut în East New York, Brooklyn⁠(d) și a condus inițial sindicatul Murder, Inc. împreună cu Abe „Kid Twist” Reles. Goldstein a comis asasinate la ordinele lui Louis „Lepke” Buchalter și Albert „Mad Hatter” Anastasia. Aproape de miezul nopții în ziua de 12 iunie 1941, Goldstein și Harry Strauss au fost executați pe scaunul electric în închisoarea Sing Sing.